# Sérgio Nunes
Sérgio Manuel Ferreira Nunes, né le 21 juillet 1974 à Matosinhos (Portugal), est un footballeur portugais qui évolue au poste de défenseur.

## Biographie
Formé au Leixões SC, Sérgio Nunes joue principalement en faveur du Desportivo das Aves, de l'União Leiria et du CD Santa Clara.
Au cours de sa carrière il dispute un total de 131 matchs en 1re division portugaise, sans oublier 5 matchs en Coupe de l'UEFA avec le Benfica Lisbonne.

## Statistiques
À l'issue de la saison 2009-2010
- 5 matchs et 0 but en Coupe de l'UEFA
- 131 matchs et 5 buts en 1re division portugaise
- 334 matchs et 18 buts en 2e division portugaise